# Einiosaurus
Einiosaurus procurvicornis
Genre
Espèce
Einiosaurus (« lézard-bison ») est un genre fossile de dinosaures herbivores cératopsiens du Crétacé supérieur ayant vécu dans le nord-ouest de l'Amérique du Nord. Ce genre est représenté par l'unique espèce Einiosaurus procurvicornis.

## Découverte
Les premiers spécimens ont été décrits en 1995 par Scott D. Sampson à partir de fossiles trouvés dans la formation de Two Medicine du Montana (États-Unis), datant du Campanien.

## Description
Einiosaurus est très semblable aux autres cératopsiens qui le précédèrent et lui succédèrent ; son principal trait distinctif est sa corne nasale, qui, au lieu de s'étirer vers le haut, se recourbe plutôt fortement vers le bas, si bien qu'elle pointe vers le sol. Il possédait de plus deux longues cornes au sommet de sa collerette, cornes pointant cette fois vers le haut. Il mesurait environ 4,50 mètres de long pour une masse de 1,3 tonne selon G. S. Paul (2010), et 6 mètres de long et un peu plus de 2 tonnes pour Thomas Holtz (2011).